# 니시 내시
니시 내시(Niecy Nash, 1970년 2월 23일 ~ )는 미국의 배우, 코메디언, 모델이다.

## 출연 작품

### 드라마
- 스크림 퀸즈(FOX)
- 게팅 온 시즌 3(HBO)

### 영화
- 셀마 - 리치 진 잭슨 역
- 더 매니저
- 와인을 딸 시간 - 실비아 역